# Повстання Дєрдя Дожі

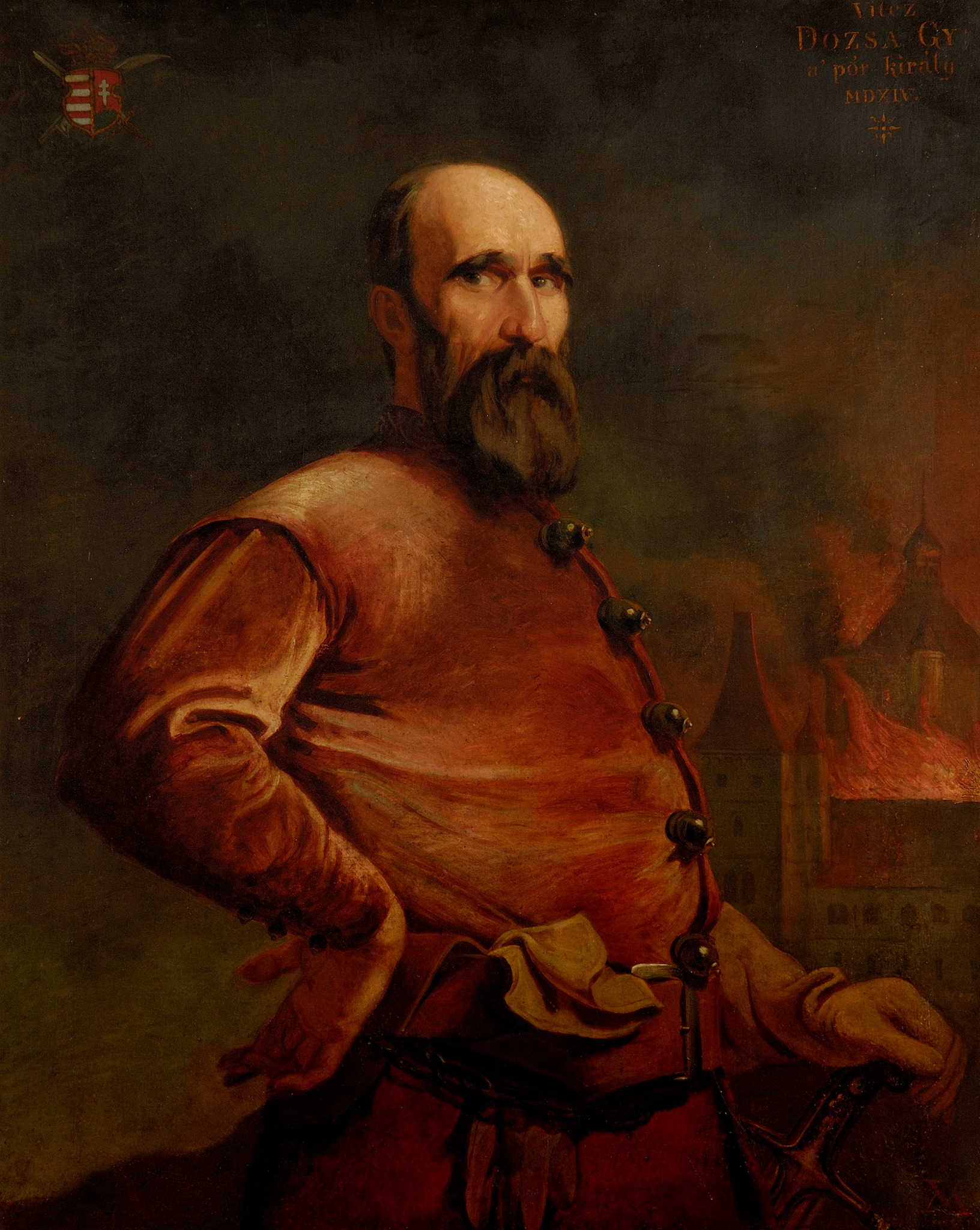
Дожа Дьордь

Повста́ння Дє́рдя До́жі — антифеодальне повстання угорських, словацьких, волоських та русинськихселян в Угорщині під проводом дрібного шляхтича Дєрдя (Георгія) Дожа (1472–1514) яке відбулося 1514 року.

## Хід повстання
Повстання почалося у квітні 1514 року з організації загонів для боротьби проти турецької небезпеки на заклик чеського та угорського короля Владислава II Ягеллончика і Папи Римського Лева X розпочати новий хрестовий похід. За участь у ньому міщанам було обіцяно звільнення від мита, а селянам — від кріпосної залежності. Вже влітку в армії «куруців» (угор. kurucok, від пізньолат. cruciati — хрестоносці) на чолі з Дєрцем Дожею налічувалося близько 100 тисяч осіб, однак унаслідок переслідування магнатами Угорщини всіх селян, які брали участь у куруцьких загонах, останні повернули зброю проти магнатів з метою знищення кріпацтва та встановлення народовладдя. Повстанців підтримали популярні серед населення монахи-францисканці, які виробили й проповідували особливу ідеологію «народних хрестоносців». Повстання охопило більшу частину Угорщини, в тому числі й Закарпатську Україну (Марамороську, Угочанську, Березьку й Ужанську комітати). В ньому поряд з угорцями брали активну участь русинські (українські), словацькі, волоські (румунські) та інші селяни. Вони відмовлялися виконувати феод. повинності, захопили кілька замків (серед них — Мукачівський, Королевський і Хустський в Закарпатті) і міст, розправлялися з феодалами. Дєрдя Дожа проголосив на охопленій повстанням території республіку, загальну рівність і верховенство прав народу та рушив зі своєю армією на Трансильванське князівство. Поблизу м. Темешвар (нині м. Тімішоара, Румунія) 15 липня 1514 року його армія була розгромлена військами трансильванського князя Яноша Запольї та темешварського воєводи І. Баторі. Д. Дожа потрапив у полон.

## Наслідки
20 серпня 1514 року Дєрдя Дожу було страчено, живим спаливши на розпеченому залізному троні. Жорстоко розправилися й з рядовими повстанцями — було знищено близько 50 тисяч осіб. «Трупи селян лежали тисячами вздовж вулиць і на околицях спалених сіл», — зазначали сучасники. Після придушення повстання на Закарпатті міста Ужгород, Мукачево, Хуст, Тячів, Севлюш (нині м. Виноградів), села Вишково (нині смт Хустського р-ну), Довге Поле (с. Довге), Солотвино були оголошені «бунтарськими» й обкладені великими поборами й контрибуціями. Державні збори Угорщини (так званий Дикий Сейм) у жовтні 1514 року схвалили низку жорстких заходів, що посилювали владу феодалів над селянами — останнім назавжди було заборонено переходити від одного господаря до іншого і мати зброю.